# Меморіал доблесних
Меморіал доблесних або Пам'ятник героям (англ. Valiants Memorial, фр. Monument aux Valeureux) — військовий пам'ятник, встановлений в центрі Оттави в пам'ять про ключові фігури військової історії Канади. Розташовується на північній периферії площі Конфедерації, між нею і мостом через канал Рідо.
Монумент включає 9 бюстів і 5 статуй в повний зріст, все в натуральну величину. Статуї виконали скульптори Марлін Хілтон Мур і Джон Мак-Юен. Всі статуї й бюсти встановлені біля Сходів саперів — підземного переходу біля північно-східного кута площі Конфедерації, прилеглого до Національного військового меморіалу. Стіна біля сходів прикрашена висловами з «Енеїди» Вергілія: Nulla dies umquam memori vos eximet aevo («Ніколи не настане день, що зітре вас з пам'яті часу»). Монумент відкрила генерал-губернатор Мікаель Жан 5 листопада 2006 року.

## Персонажі

### Нова Франція(1534—1763)
| Герой                  | Тип      | Зображення | Подвиг                              |
| ---------------------- | -------- | ---------- | ----------------------------------- |
| Граф де Фронтенак      | погруддя |            | губернатор Нової Франции            |
| Пьер Лемуан д'Ібервіль | статуя   |            | мандрівник, дослідник Нової Франції |

### Війна за незалежність США(1775—1783)
| Герой                       | Тип      | Зображення | Подвиг                                            |
| --------------------------- | -------- | ---------- | ------------------------------------------------- |
| Тайенданегеа (Джозеф Брант) | статуя   |            | ватажок ірокезів, які воювали на боці лоялістів   |
| Джон Батлер                 | погруддя |            | ватажок партизанів, які воювали на боці лоялістів |

### Англо-американська війна(1812—1815)
| Герой                                            | Тип      | Зображення | Подвиг                                                                                        |
| ------------------------------------------------ | -------- | ---------- | --------------------------------------------------------------------------------------------- |
| Генерал-майор сер Айзек Брок, лицар Ордена Лазні | погруддя |            | генерал, котрий загинув у битві при Квінстон-Хайтс                                            |
| Шарль де Салаберрі                               | статуя   |            | командир ополченців, відбив наступ американців на Монреаль                                    |
| Лора Сікорд                                      | статуя   |            | попередила англійців про наближення сил американців, що допомогло виграти битву при Бівер-Дем |

### Перша світова війна(1914—1918)
| Герой                                                                         | Тип      | Зображення | Подвиг                                                               |
| ----------------------------------------------------------------------------- | -------- | ---------- | -------------------------------------------------------------------- |
| Джорджина Поуп                                                                | погруддя |            | медсестра, яка служила під час Англо-бурської й Першої світової воєн |
| Генерал сер Артур Каррі, орден Святого Михайла і Святого Георгія, Орден Лазні | статуя   |            | командувач Канадським корпусом на Західному фронті                   |
| Капрал Джозеф Кейбл, Хрест Вікторії, Військова Медаль                         | погруддя |            | загинув на полі бою, знищивши кілька німецьких солдатів              |

### Друга світова війна(1939—1945)
| Герой                                                                   | Тип      | Зображення | Подвиг                                                                  |
| ----------------------------------------------------------------------- | -------- | ---------- | ----------------------------------------------------------------------- |
| Лейтенант Роберт Гемптон Грей, хрест Вікторії, хрест за відмінну службу | погруддя |            | загинув 9 серпня 1945 при атаці на японський корабель                   |
| Капитан Воллес Томас, орден Британської імперії                         | погруддя |            | командир корабля «Імператриця Шотландії»                                |
| Майор Поль Тріке, хрест Вікторії, медаль Канадських сил                 | погруддя |            | в 1943 році прорвав з групою солдат оборону противника при Каса-Берарді |
| Льотчик Ендрю Мінарскі, хрест Вікторії                                  | погруддя |            | загинув, намагаючись врятувати члена екіпажа з підбитого літака         |